# Северный полюс-11
«Северный полюс-11» (СП-11) — советская научно-исследовательская дрейфующая станция. Работала с 12 апреля 1962 года до 20 апреля 1963 года. Начальник станции — Брязгин Н. Н.
Станция открыта ещё во время работы предыдущей дрейфующей станции «Северный полюс-10». Станция была открыта на льдине размером 6000×4000 м, которая при открытии находилась на 77°10' с.ш. и 165°58' з.д. Для участников экспедиции было сооружено 6 домиков. За время деятельности станции на льдине побывало 32 человека, 164 раза садились самолёты, завезено 163 тонны грузов. Средняя скорость дрейфа составила 6,5 километра в сутки, суммарное расстояние, пройденное за время работы станции — 2400 км. Станция была закрыта в связи со значительным разломом льдины, на которой она находилась. При закрытии оставшаяся часть льдины составляла в размерах всего 300×300 м.
Личный состав:
- Брязгин Н. Н. — начальник
- Шариков И. М. — метеоролог-актинометрист
- Сельцер П. А. — метеоролог-актинометрист
- Воробьев А. Н. — аэролог
- Гордеев Б. А. — океанолог
- Паршин И. А. — магнитолог
- Чичигин В. Т. — аэролог
- Агафонов В. В. — аэролог
- Гвоздков В. В. — локаторщик
- Маков Н. Н. — врач
- Никифоренко П. П. — механик
- Якунин В. В. — заврадио
- Терентьев В. И. — радист
- Поспелов Б. Г. — повар
- Лукашкин В. М. — старший группы ионосферы
- Иванов Б. И. — ионосферист
- Петров И. И. — ионосферист
- Галкин Р. М. — магнитолог
- Артемьев Г. И. — метеоролог-актинометрист
- Дубко О. Д. — океанолог
- Пигузов В. М. — локаторщик
- Васильев А. Г. — механик